# Anton Friedrich Justus Thibaut
Anton Friedrich Justus Thibaut (4 de enero de 1772 - 20 de marzo de 1840) fue un jurista y músico alemán.

## Biografía

### Juventud
Thibaut nació en Hameln, en Hanover. Era el hijo de un oficial de la armada de Hanover, descendiente de los hugonotes franceses. Después de estudiar en el colegio de Hameln y Hanover, Thibaut entró en la Universidad de Göttingen como estudiante de jurisprudencia, fue de allí a Königsberg, donde estudió bajo la tutela de Immanuel Kant, y entonces a la Universidad de Kiel, donde era compañero de Barthold Georg Niebuhr. Allí, tras licenciarse como doctor juris, se hizo un Privat-dozent. 

### Carrera profesional
En 1798 fue nombrado profesor extraordinario de derecho civil, y en el mismo año publicó su Versuche über einzelne Theile der Theorie des Rechts (1798), una colección de ensayos sobre la teoría de la ley, de los que sin duda el más importante era el titulado Über den Einfluss der Philosophie auf die Auslegung der positiven Gesetze, donde intentó mostrar que la historia sin la filosofía no podía interpretar y explicar la ley. En 1799, publicó su Theorie der logischen Auslegung des römischen Rechts, una de sus mayores obras. En 1802 publicó una crítica corta sobre la teoría del derecho penal de Feuerbach, la cual recuerda en muchos aspectos a las especulaciones de Jeremy Bentham. El mismo año publicó Über Besitz und Verjahrung, un tratado sobre la ley de posesión y limitación de acciones. 
En 1802 Thibaut fue llamado por la Universidad de Jena, donde pasó tres años y escribió, en la casa de verano de Friedrich Schiller, su principal obra, System des Pandektenrechts (1803), que dio lugar a muchas ediciones. La fama de este libro se debía a que era el primer compendio moderno sobre el tema, distinguido también por la precisión de sus fuentes y la libertad y sencillez de la manera con la que se trata el tema. Es, en efecto, una codificación del derecho romano tal y como se encontraba en Alemania, modificado por el derecho canónico y la práctica de los tribunales en un sistema comprensivo de Digesto. En la invitación del duque de Baden, Thibaut fue a la Universidad de Heidelberg a ocupar el puesto de derecho civil y ayudar en la organización de la universidad; y nunca abandonó la ciudad, aunque en años posteriores, conforme su fama crecía, le ofrecieron diversos puestos en Göttingen, Múnich y Leipzig. Su clase era grande, así como su influencia; y, excepto Gustav Hugo y Savigny, ningún civil de su tiempo era tan conocido. En 1814 se publicó su Civilistische Abhandlungen, del cual lo principal era su famoso ensayo, el padre de tanta literatura, sobre la necesidad de un código nacional para Alemania (vide infra).
Otro de los trabajos de Thibaut fue su ensayo sobre la necesidad de un código para Alemania (Über die Nothwendigkeit eines allgemeinen bürgerlichen Rechts für Deutschland), que fue inspirado por el entusiasmo de la Guerra de Liberación y escrito en catorce días. El Thibaut mismo explicó en la obra Archiv für die civilistische Praxis, en 1838, el origen de este ensayo memorable. Comprendió el cambio denotado por la marcha de soldados alemanes a París en 1814, y como el futuro feliz se abrió para Alemania. El sistema de pequeños estados en el cual depositó sus esperanzas y en el que creía continuó; por el gran Estado del que él pensó que arrugaría la vida del individuo y resultaría dañino por concentrar la "cálida vida" de la nación en un punto central.
A su juicio la única unidad practicable y necesaria para Alemania era la de ley; y para ello impulsó a todos los gobiernos alemanes a trabajar. El ensayo era tanto una condenación del estado entero de jurisprudencia como un argumento para la codificación; era un desafío a civiles para justificar su misma existencia. Savigny aceptó el desafío así lanzado cuando escribió Vom Beruf unserer Zeit für Gezetzgebung und Rectwissenschaft (1814); y una controversia larga en cuanto a puntos no muy claramente definidos tuvo lugar. La gloria de la controversia perteneció a Savigny; la verdadera victoria descansó con Thibaut.
En 1819 fue designado a la Cámara Alta del parlamento de Baden, recién constituido. También fue nombrado miembro del Scheidungsgericht (el tribunal de divorcios). En 1836 Thibaut publicó su Erorterungen des romischen Rechts. Uno de sus últimos trabajos era una contribución en 1838 al Archiv für die civilistische Praxis, de la cual él era uno de los redactores. Thibaut se casó, en 1800, con la hija del Profesor Ahlers de Kiel. Murió después de una enfermedad corta, en Heidelberg.

## Legado

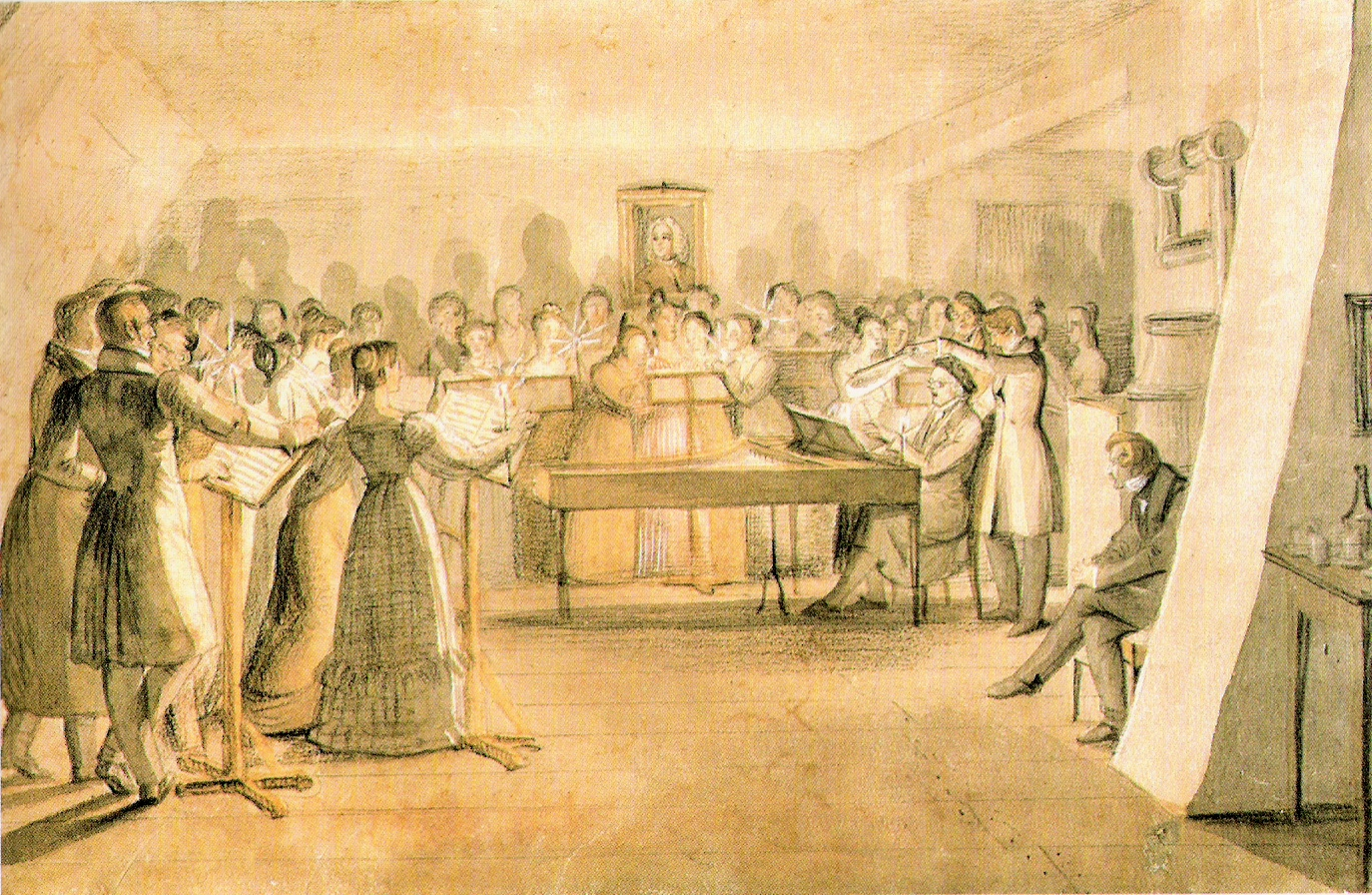
Ensayo de coro por Thibaut

Thibaut, un hombre de personalidad fuerte, era mucho más que un jurista: tiene también un lugar en la historia de la música. Palestrina y los primeros compositores de música sacra eran su placer; y en 1824 publicó, de manera anónima, Über die Reinheit der Tonkunst (La Pureza de la Música), obra en la cual elogió la vieja música, sobre todo la de Palestrina. Coleccionaba viejas composiciones, y a menudo enviaba a jóvenes a Italia, a su propio gasto, a descubrir manuscritos musicales interesantes. Entre los maestros de prosa alemana, también Thibaut tiene un lugar. Su estilo, aunque simple, es lujosamente expresivo.
Los artífices del nuevo código civil alemán (Bürgerliches Gesetzbuch) en 1879 debieron el arreglo de su asunto en gran parte al método de Thibaut y la clasificación clara, pero más allá de esto, el código, basado en el derecho consuetudinario de varios estados alemanes, que con habilidad fue mezclado por el usus pandectarum en un todo armonioso, no refleja su influencia. Fue uno de los primeros en criticar las divisiones encontradas en los Institutos, y mantuvo con Gustav Hugo una controversia en cuanto a estos puntos.
El trabajo legal de Thibaut pronto fue reemplazado por el de su sucesor, Karl Adolf von Vangerow (1805-1870), y sus manuales dejaron de emplearse. John Austin, quien le debía mucho, lo describe como "alguien que para penetrar la agudeza, la rectitud de juicio y profundidad de estudio y elocuencia de exposición, puede ser colocada junto a Friedrich Carl von Savigny, a la cabeza de todos los civiles vivos".